# Università Radboud di Nimega
L'Università Radboud di Nimega (in olandese Radboud Universiteit Nijmegen), in precedenza denominata Università cattolica di Nimega, è l'Università della città olandese di Nimega.
Attualmente, più di 17.000 laureandi e postlaureati frequentano l'università.
L'Università fu fondata nel 1923 come risultato del processo di emancipazione dei cattolici nei Paesi Bassi; l'identità cattolica dell'Università è ancora riflessa dal corso di filosofia obbligatoria.